# Muscologiae Recentiorum Supplementum
Muscologiae Recentiorum Supplementum (abreviado Muscol. Recent. Suppl.) es un libro con ilustraciones y descripciones botánicas que fue escrito por el botánico, poeta, y bibliotecario suizo; Samuel Élisée von Bridel y publicado en Gotha en 4 volúmenes en los años 1806-1819.